# Eurydice inermis
Eurydice inermis är en kräftdjursart som beskrevs av Hansen 1890. Eurydice inermis ingår i släktet Eurydice och familjen Cirolanidae. Arten har ej påträffats i Sverige. Inga underarter finns listade i Catalogue of Life.